# Auguste Hippolyte Collard
Pour les articles homonymes, voir Collard.
Augustin Hippolyte Collard, dit Auguste, est un photographe français né à Valençay en 1812 et mort à Saint-Mandé en 1893. Photographe notamment pour l'École nationale des ponts et chaussées, il est connu pour ses photographies documentant la construction des ouvrages d'art sous le Second Empire. 

## Biographie

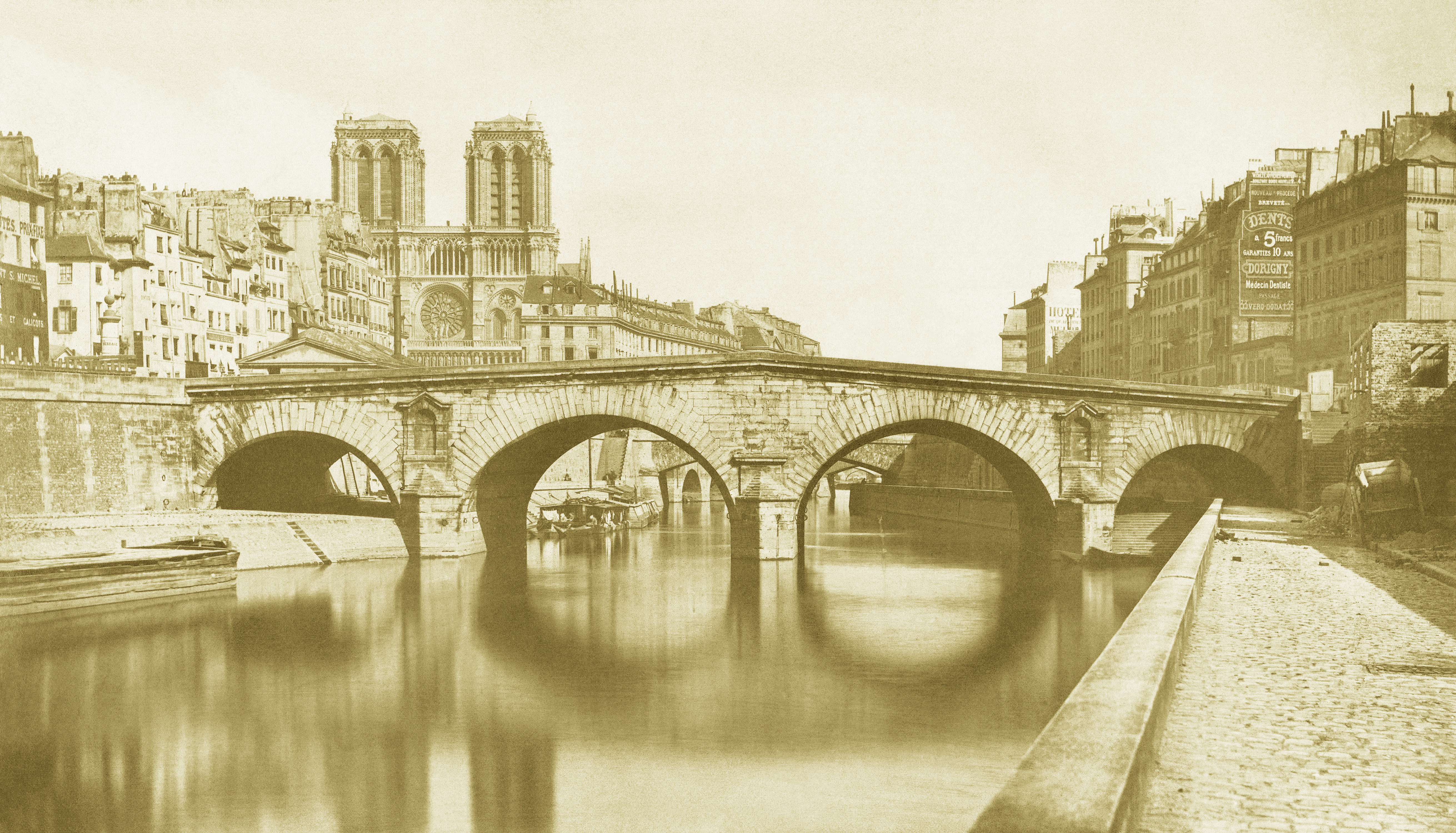
Ancien Pont Saint-Michel, 1857.

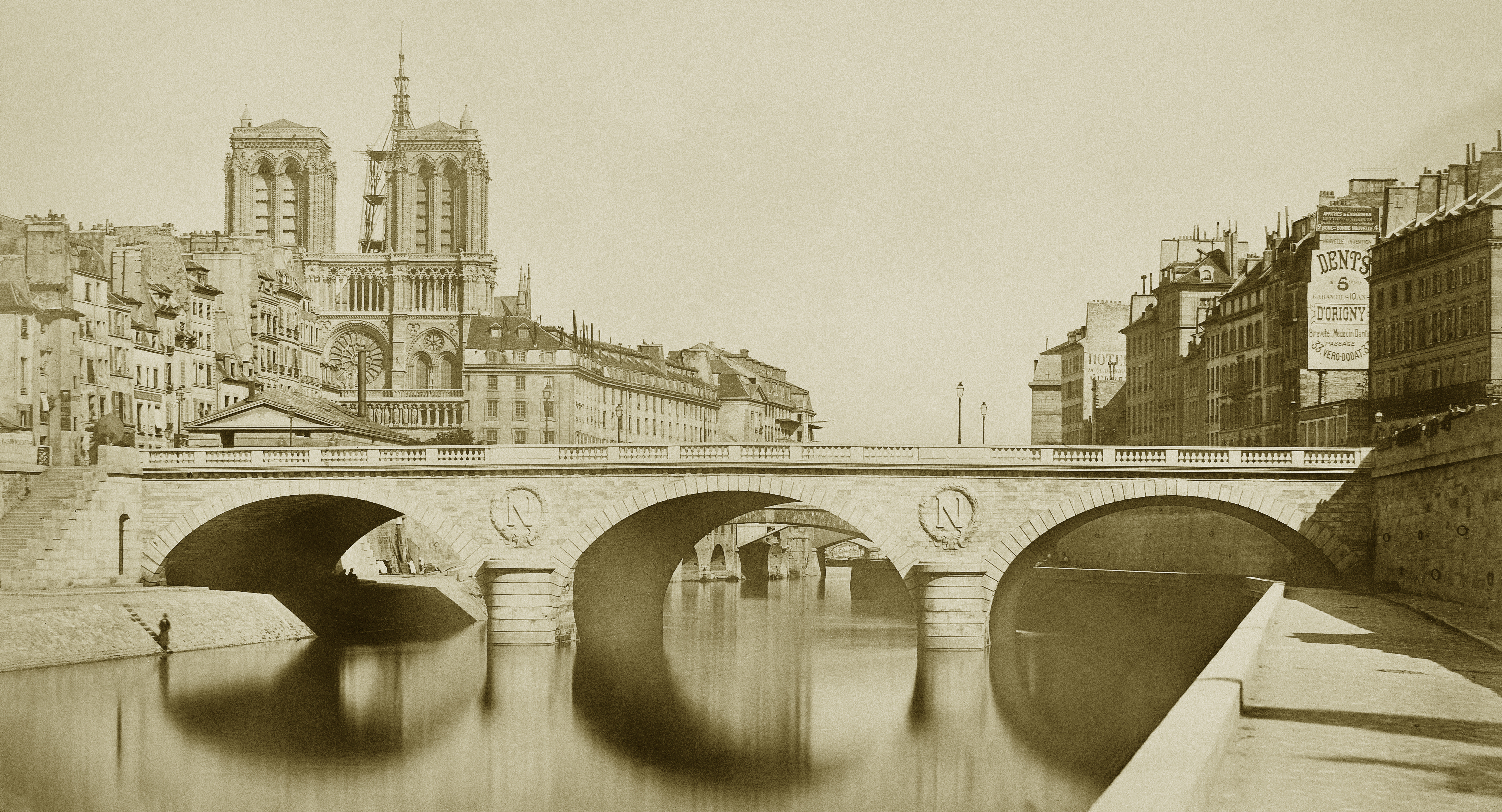
Nouveau Pont Saint-Michel, 1859.

### Période poitevine
Collard s'installe à Poitiers en 1838 et y exerce une carrière de doreur et encadreur. Il expose avec succès et participe activement à la vie artistique locale.
Militant politique de gauche, il fait partie du Club populaire républicain, et se présente aux élections législatives au printemps 1848. 
À la fin de l'année 1847, il s'intéresse à la photographie au daguerréotype et réalise des portraits de ses amis politiques, dont celui de Denis Dussoubs, et de sa famille. Il propose ensuite des portraits dans son atelier situé rue des Trois-Piliers.
Son engagement politique est à l'origine de son arrestation à la chute de la République. Menacé de déportation, il est gracié par l'empereur le 5 janvier 1853. Il quitte alors Poitiers pour Paris.

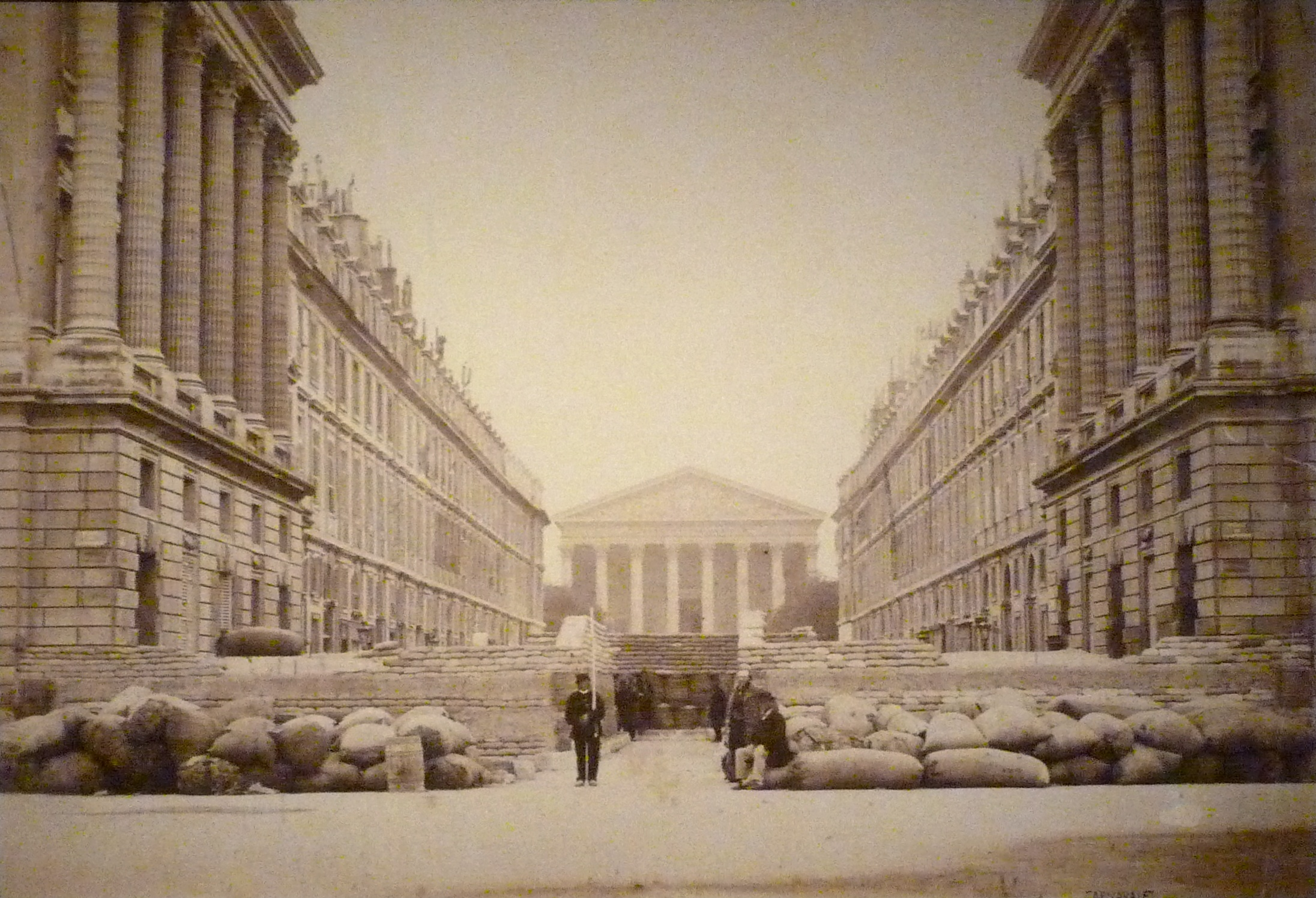
Barricade de la rue Royale, 1871

### Départ et installation à Paris
Il s'installe à Paris et crée en 1855 « L'atelier central de photographie ». À la fin de la décennie 1850, il s’oriente vers la photographie industrielle par le biais de commandes des Ministères du Commerce, de l'Agriculture et surtout des Travaux publics en documentant la construction des ouvrages d'art, sujet dont il se fera une spécialité. En 1857, il réalise plusieurs clichés en séquence relatant la démolition et la reconstruction du pont Saint-Michel à Paris. Cet album est le premier dans toute une série consacré aux ponts de Paris (ponts Louis-Philippe et Saint-Louis (1860-62), pont de Bercy (1863-64), pont-viaduc au Point-du-Jour (1863-65)…).
Avec Édouard Baldus, il photographie les progrès du chemin de fer en France. Dans ses publicités, Collard met en avant son titre de « photographe des Ponts et Chaussées ».
Dans ses clichés de ponts et de viaducs, Collard met en exergue les lignes de force des poutres et des tabliers métalliques, jouant de la perspective ou créant des effets dynamiques. Certains de ses compositions semblent annoncer les angles et points de vue de la photographie d'avant-garde des années 1920, et les photographes tels que Germaine Krull ou Alexandre Rodtchenko. En cela, il est proche de photographes tels que Durandelle & Delmaet.
En 1871, Collard réalise une série de photographies des barricades de la Commune, dans lesquelles apparait Napoléon Gaillard leur créateur. Ces images sont étonnantes dans le soin qu'elles donnent aux lignes et à la rigueur de la composition. 

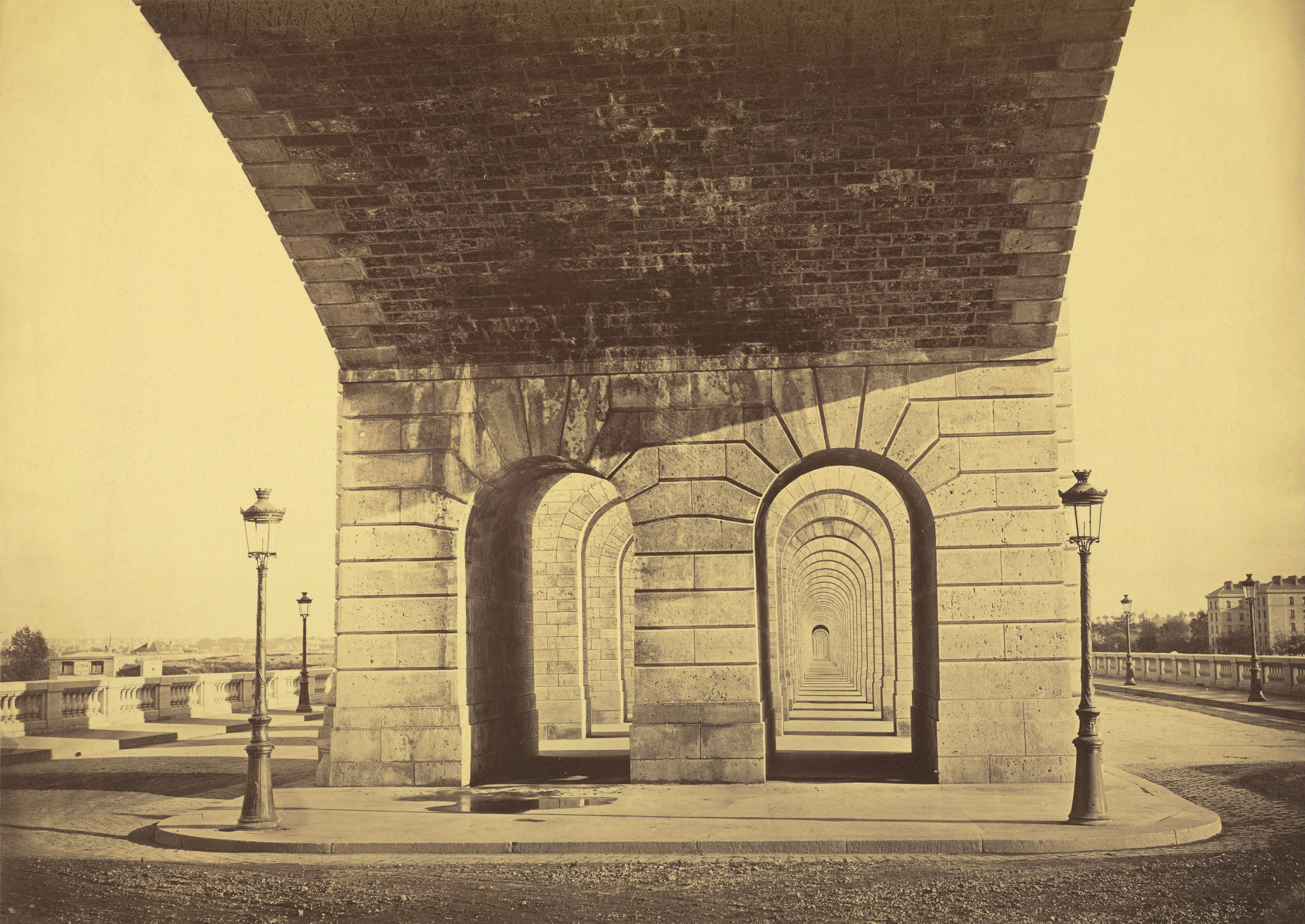
Perspective du passage des piétons sous le Viaduc, Point-du-Jour, Paris, vers 1864.
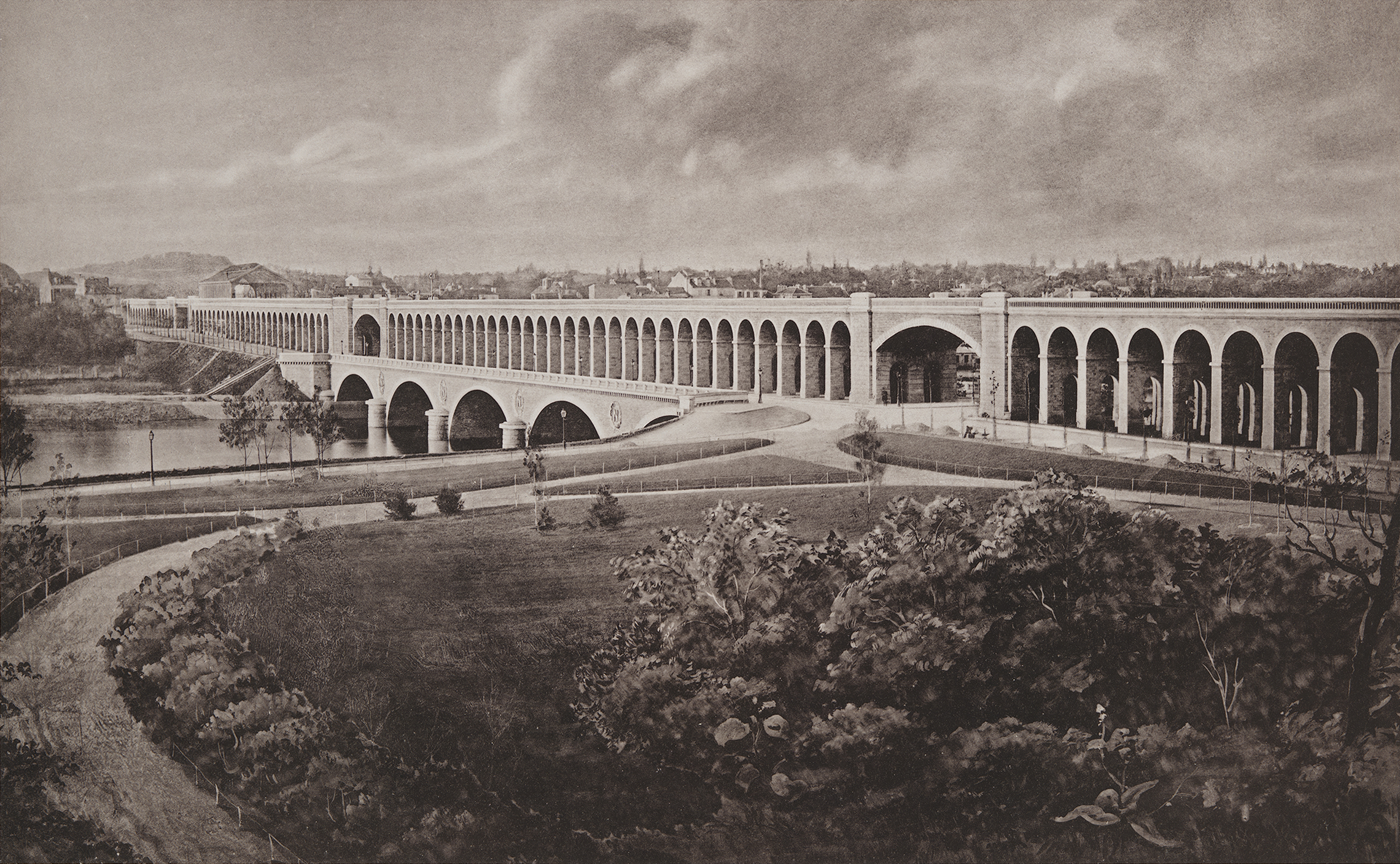
Le viaduc du Point-du-jour, Paris, 1883.
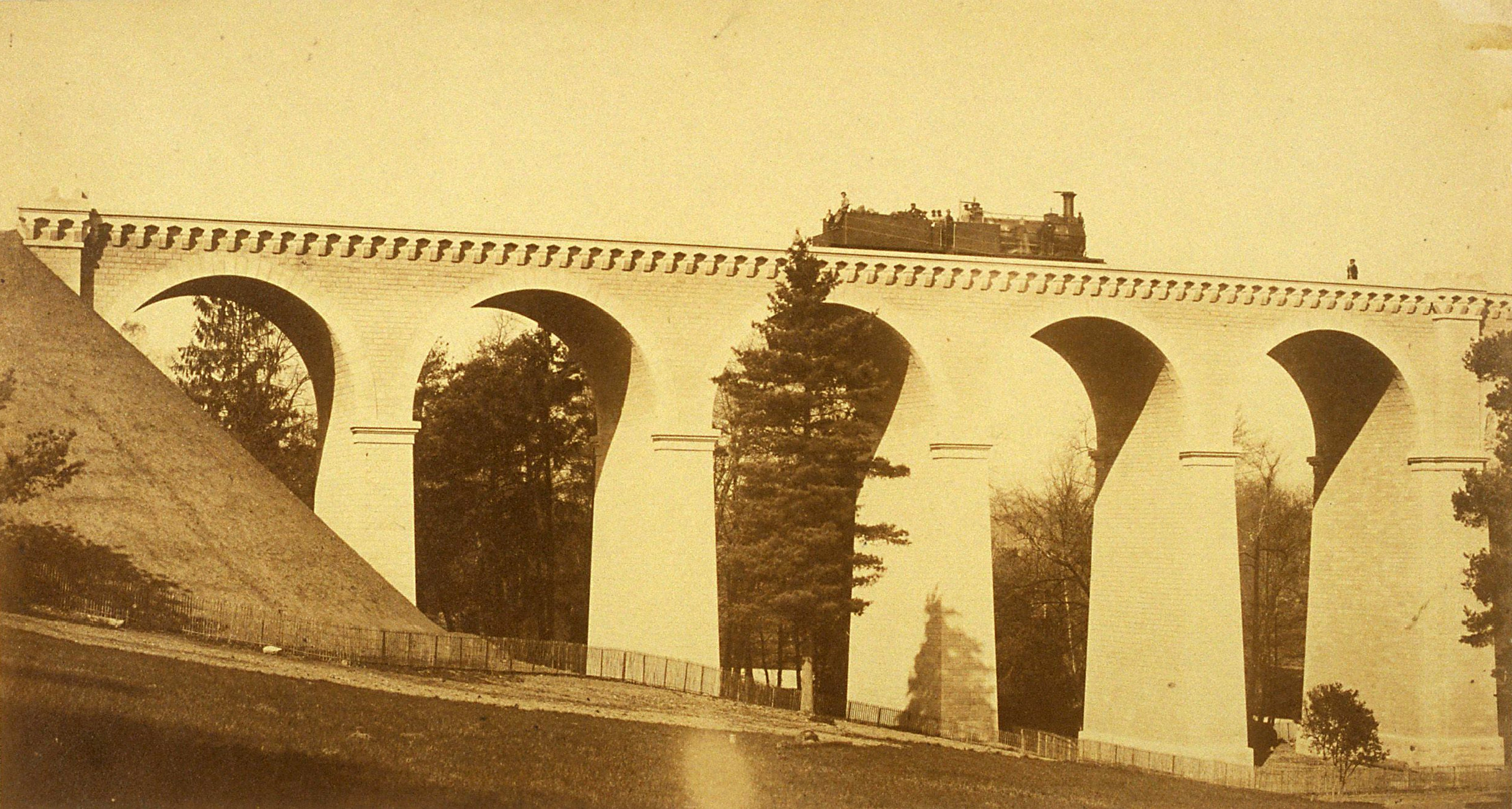
Paysage Pris du Viaduc de Chantilly, 1859.
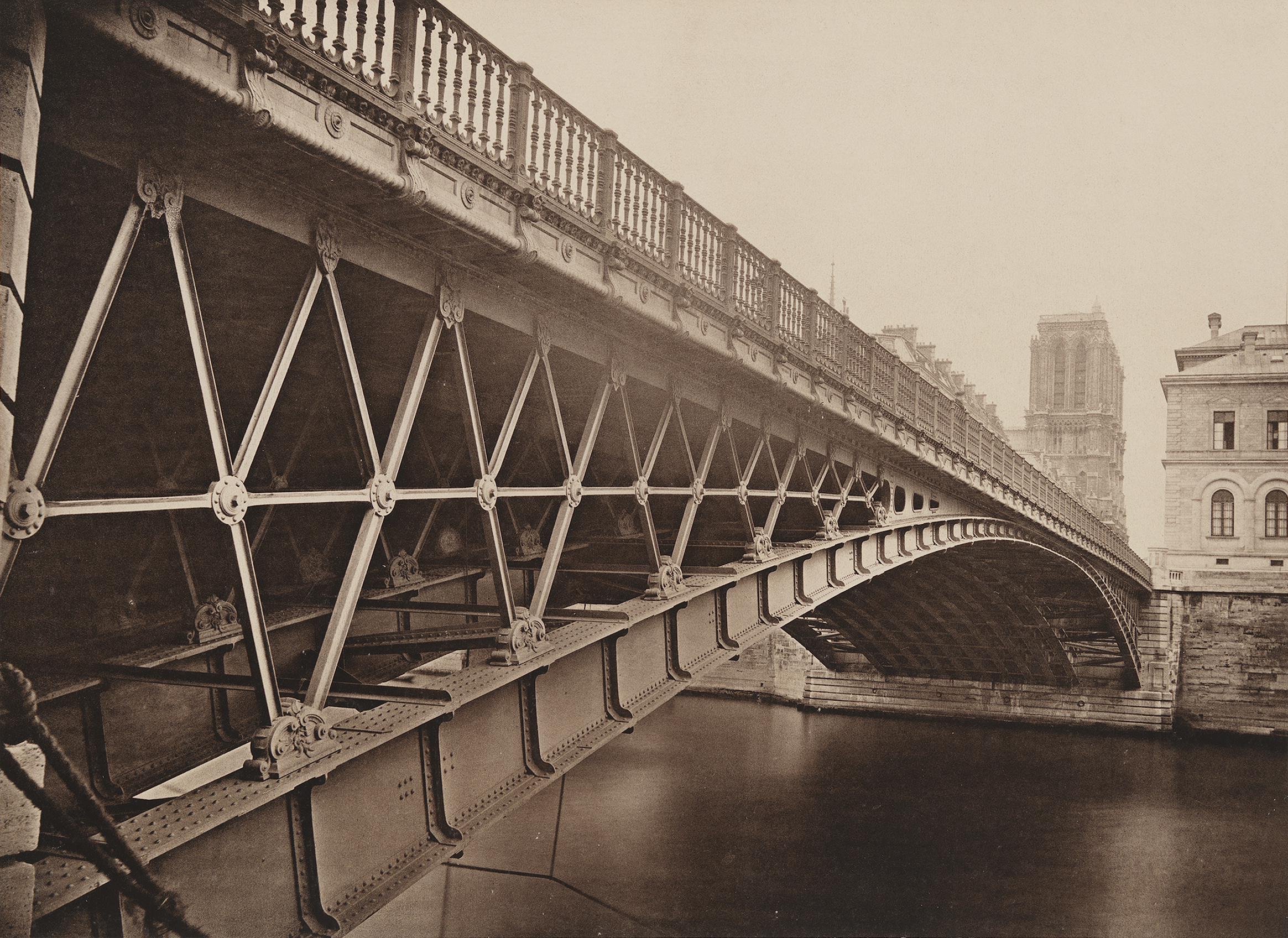
Le pont d'Arcole, 1883.
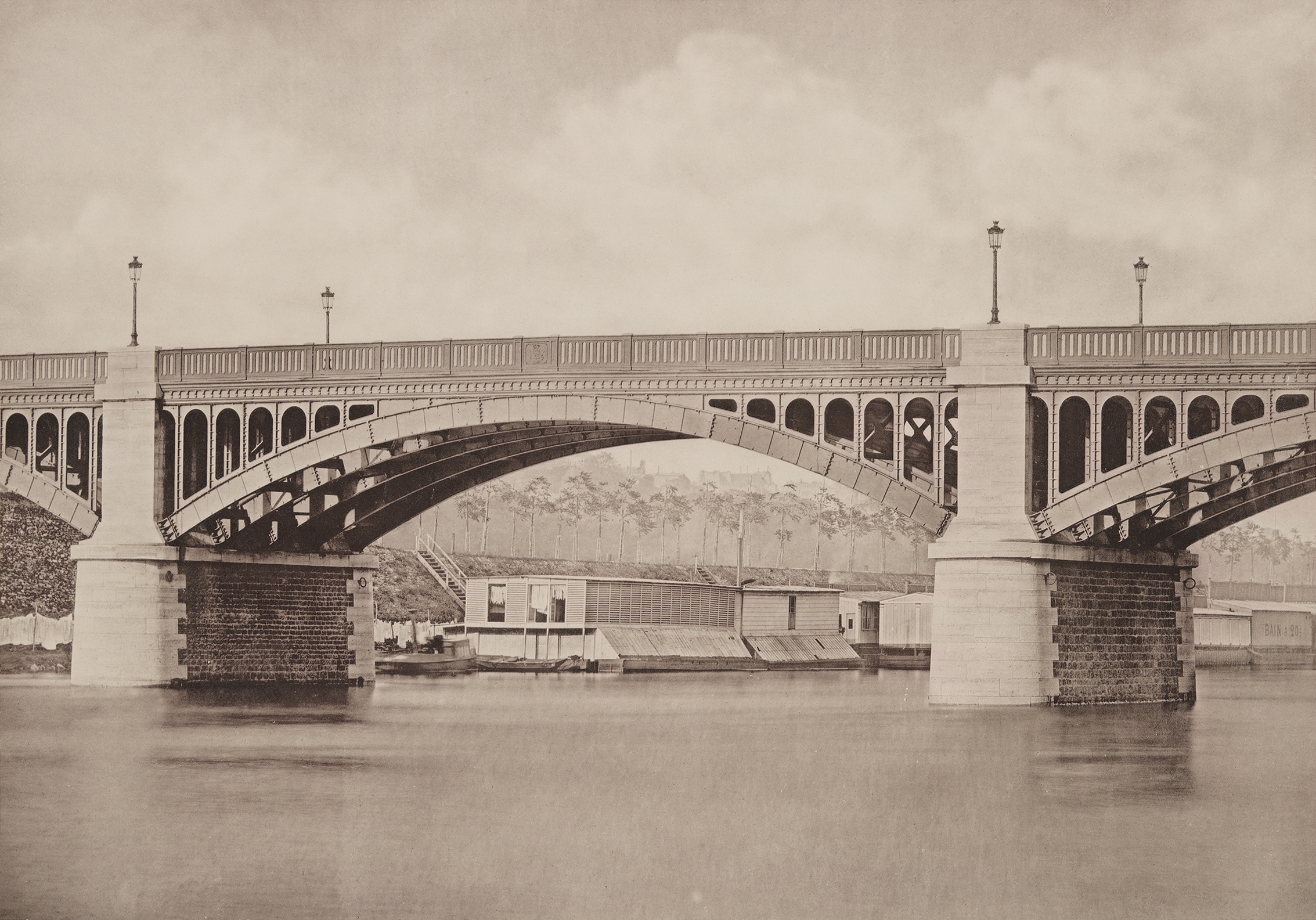
Le Pont de Grenelle, 1883.

## Collections publiques
- Paris, Musée Carnavalet
- Paris, Musée d'Orsay
- Los Angeles, J. Paul Getty Museum
- New York, Metropolitan Museum of Art
- Washington, National Gallery of Art